# Dave Weckl
Dave Weckl (Saint Louis, 8 gennaio 1960) è un batterista statunitense, considerato uno dei batteristi jazz/fusion più influenti e tecnicamente dotati di tutti i tempi. Vanta collaborazioni con numerosi artisti, fra i quali George Benson, Chick Corea, Paul Simon, Art Garfunkel, Michel Camilo, Madonna, Mike Stern, Frank Gambale, John Patitucci, Jeff Berlin, Michael Brecker, Diana Ross, Robert Plant, Lee Ritenour, Alan Pasqua, Marco Mendoza, Brandon Fields Group, Oz Noy. È leader di un proprio gruppo, la Dave Weckl Band.

## Biografia
Nato a St. Louis, Missouri (USA) da una madre che ama la musica e un padre che suona il pianoforte per hobby, Dave iniziò a suonare la batteria all'età di 8 anni. Durante gli anni delle scuole superiori ricevette molti riconoscimenti artistici dall'associazione insegnanti jazz statunitensi, per le sue performance con il gruppo jazz vincitore della competizione scolastica e fu coinvolto in molti gruppi locali fin dagli anni della gioventù, mentre studiava lo strumento con l'insegnante Bob Matheny e quindi con Joe Buerger.
All'età di 16 anni cominciò a suonare professionalmente con band locali jazz e pop music e più tardi venne scelto da Madonna per suonare l'album Like a Virgin, che sarebbe diventata una hit. Appena compiuti 19 anni si trasferì sulla costa est degli Stati Uniti per studiare musica all'Università di Bridgeport, nel Connecticut. Durante le esibizioni nei club di New York, con una band chiamata "Nite Sprite", Dave ricevette i complimenti da affermati musicisti come Steve Kahn, Michael Brecker, e soprattutto dal grande batterista Peter Erskine.
Fu proprio Erskine a raccomandare Weckl per il suo primo importante ingaggio in città, con un gruppo chiamato French Toast, precursore della Michel Camilo band, che incise diverse registrazioni negli anni a venire. Fu il bassista di questo gruppo, Anthony Jackson, a raccomandare Dave per il prestigioso "Simon & Garfunkel Reunion Tour" nel 1983. Alla fine di questo tour, non passò molto tempo prima che fosse ingaggiato per lavori nelle radio, per sigle pubblicitarie, colonne sonore e registrazioni importanti con artisti come George Benson, Mike Stern, Peabo Bryson, Diana Ross e Robert Plant, per citarne alcuni.
Nel 1985 Michael Brecker suggerì a Chick Corea di considerare Dave Weckl per il suo nuovo progetto "Elektric Band". Fu l'inizio di una collaborazione che è durato fino alla morte di Corea, con entrambe le formazioni del grande pianista, "Elektric Band" e "Akoustic Band", che fruttarono nove registrazioni e tre video. Il progetto Akoustic Band vinse un  Grammy Award. In questa registrazione Dave fece un uso spettacolare ed innovativo della combinazione batteria acustica ed elettronica. La sua collaborazione con Chick Corea, estremamente convincente, lo pose all'attenzione del pubblico mondiale.
Recentemente è stato introdotto nella Drummers Hall of Fame come "uno dei 25 più talentuosi batteristi di tutti i tempi".
Dave Weckl ha prodotto quattro album da solista, tra cui Masterplan, Heads Up, Hardwired; successivamente, con la Dave Weckl band, ha realizzato sette album, tra cui Rhythm of the Soul, Synergy e Transition, sempre con l'aiuto dell'inseparabile amico Jay Oliver alla tastiera. La sua band lo ha tenuto molto impegnato negli ultimi anni, ma nei momenti di pausa ha lavorato anche come turnista nell'area della California.
Dave Weckl è molto coinvolto nell'insegnamento, tenendo molti seminari in tutto il mondo ed avendo realizzato dei metodi didattici video e audio dedicati allo studio della batteria. Egli afferma: "Il mio obiettivo è di ispirare più persone possibile che vogliono suonare, sia la batteria che altri strumenti. Con tutti i problemi del mondo oggi, ritengo sia il mio modo di contribuire positivamente alla felicità spirituale, della quale la musica può essere una grande parte, se glielo permettete. Perciò genitori, se vostro figlio ha del talento per la musica, per favore permettetegli di svilupparlo!".
Nel 2009 partecipò al Festival di Sanremo accompagnando la cantante Patty Pravo nella canzone E io verrò un giorno là durante la serata dedicata alle collaborazioni. Dave Weckl viene spesso in Italia, sia al seguito di altri musicisti che da solo, per seminari ed incontri. 
Dal 1983 è endorser e suona batterie e hardware Yamaha, attualmente i modelli PHX-Phoenix, Absolute Hybrid Maple o Live Custom, ed i suoi rullanti signature (in acero, alluminio o ottone) ormai non più in produzione. Ha collaborato allo sviluppo dei piatti HHX EVOLUTION/LEGACY, prodotti dall'azienda canadese Sabian, che infatti sotto la campana recano la sua firma. Utilizza bacchette signature Vic Firth modello SDW2, pelli e sordine Remo, microfoni Shure, mixer e speaker QSC, percussioni Latin Percussion, videocamere Zoom, pad allenatori Prologix Travelite 8" e custodie Gator.

## Discografia

### Da solista
- 1990 - Masterplan (GRP records)
- 1992 - Heads Up (GRP records)
- 1993 - J.K. Special (Lipstick Records)
- 1994 - Hard Wired (GRP records)

### Dave Weckl Band
- 1998 - Rhythm of the Soul (Stretch records)
- 1999 - Synergy (Stretch records)
- 2000 - Transition (Stretch records)
- 2001 - The Zone (Stretch records)
- 2002 - Perpetual Motion (Stretch records)
- 2003 - Live (And Very Plugged In) (Stretch records)
- 2005 - Multiplicity (Stretch records)

## Video didattici
- 1989 - Back to Basic (DCI music)
- 1990 - The Next Step (DCI music)
- 1993 - Working It Out (DCI music)
- 2000 - How to Develop Your Own Sound (Carl Fischer publishing)
- 2000 - How to Practice (Carl Fischer publishing)
- 2000 - How to Develop Technique (Carl Fischer publishing)

## Pubblicazioni
- 1989 - Back to Basic
- 1992 - The Next Step (Manhattan Music)
- 1994 - Contemporary Drummer + One (Manhattan Music)
- 1997 - Ultimate Play-Along for Drums level I vol. I (Alfred Publishing Company)
- 1997 - Ultimate Play-Along for Drums level I vol. II (Alfred Publishing Company)
- 2001 - In Session with the Dave Weckl Band (Carl Fischer Music)
- 2004 - Exercises for Natural Playing (Carl Fischer Music)